# Такасу (Хоккайдо)

43°50′36″ пн. ш. 142°21′16″ сх. д. / 43.84333° пн. ш. 142.35444° сх. д.
Така́су (яп. 鷹栖町, たかすちょう, МФА: [takasu̥ t͡ɕoː]) — містечко в Японії, в повіті Камікава округу Камікава префектури Хоккайдо. Станом на 1 жовтня 2008 року площа містечка становила 139,44 км². Станом на 31 березня 2017 населення містечка становило 7076 осіб.